# NK Đalski Gubaševo
NK Đalski Gubaševo je nogometni klub iz mjesta Gubaševo. Klub je osnovan 1980. godine pod nazivom NK Budućnost Gubaševo. Ime kluba je 2. ožujka 1985. promijenjeno u NK Đalski.
Trenutačno se natječe se u 2. ŽNL Krapinsko-zagorskoj.